# Dawn Media Group
De Dawn Media Group is een Pakistaans mediabedrijf. Het werd opgericht in 1947 en stond eerder bekend als Dawn Group of Newspapers. De huidige eigenaar van het bedrijf is Hameed Haroon. 
De groep heeft een aantal publicaties, waaronder The Herald, Dawn en Spider Magazine. Het bedrijf heeft zich ook in de televisiewereld gestort, onder het mom van journaal.  Hun eerste programma heette Dawn News. 
Afgezien van het feit dat het bedrijf al sinds zijn oprichting sterke concurrentie ondervindt van de Jang Group, blijft hun werk redelijk populair.

## Publicaties
- Dawn, de hoofdkrant
- The Star, een avondkrant
- Herald, een politiek tijdschrift
- Spider, een internet-tijdschrift
- Aurora, een tijdschrift

## Journaal
- Dawn News, the first 24-hour English news channel in Pakistan